# آندروس کایاک
آندروس کایاک (استونیایی: Andrus Kajak؛ زادهٔ ۱۱ سپتامبر ۱۹۶۵) شمشیرباز اهل استونی است.
وی در بازی‌های المپیک تابستانی ۱۹۹۶ و بازی‌های المپیک تابستانی ۲۰۰۰ شرکت کرده است.